# بارلابا
بلدية بارلابا (بالإسبانية: Parlabá) هي بلدية تقع في مقاطعة جرندة التابعة لمنطقة كتالونيا شمال شرق إسبانيا.

## الديموغرافيا
بلغ عدد سكان بلدية بارلابا 383 نسمة عام 2011 (وفقاً للمعهد الوطني الإسباني للإحصاء).
| 337 | 330 | 358 | 341 | 380 | 394 | 383 |